# Broda Béla
Broda Béla Ernő Henrik (Makó, 1877. január 1. – Bodajk, 1961. február 1.) magyar pedagógus.

## Életpályája
Kiskunfélegyházán tanítói, Budapesten tanári diplomát szerzett. Ezt követően Békéscsabán a polgári iskola oktatója, majd Brádon hét évig volt iskolaigazgató. 1919-ben visszatért Makóra. 1920-tól a makói községi polgári leányiskola igazgatójaként tevékenykedett. 1942-ben nyugdíjba vonult. Makóról Bodajkra költözött.

## Magánélete
Felesége, Bugyi Terézia (?-1963) volt.

## Művei
- Értesítő (Dehény Lajossal, 1929-1930)